# Farman F.60 Goliath
Farman F.60 Goliath (česky: Goliáš) bylo francouzské dvoumotorové letadlo, vyprojektované v posledním roce první světové války. Původně se jednalo o těžký bombardér, který byl schopen nést 1 000 kg bomb. V době jeho počátečního testování však válka skončila, tak přišel nápad s jeho přebudováním na dopravní letadlo pro 14 cestujících nebo pro náklad.
V Československu byl po válce užíván jako civilní osobní i jako vojenský transportní letoun.

## Historie typu

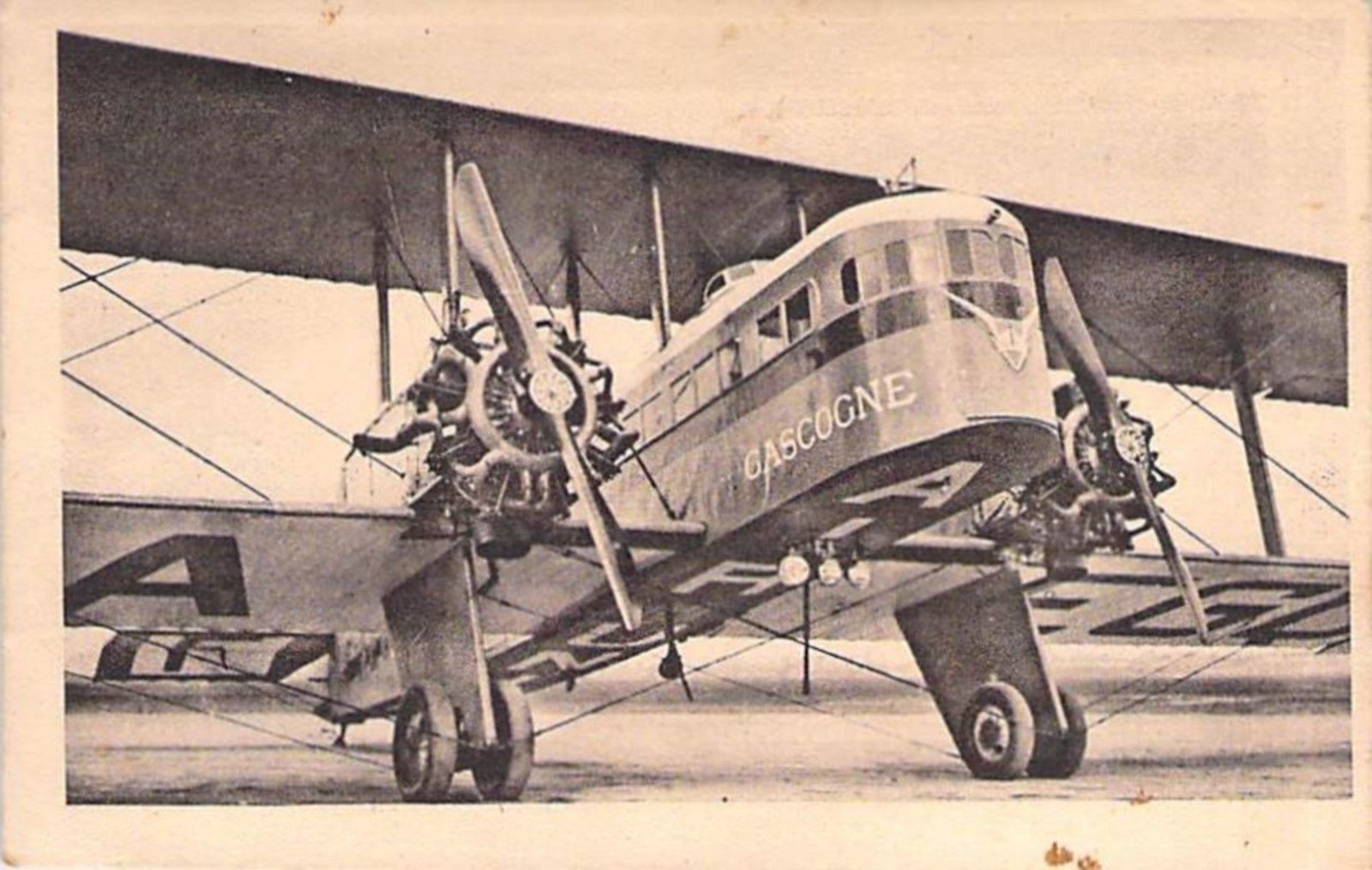
Farman Goliath společnosti Air Union

V létě roku 1918 započala francouzská společnost Avions Henri et Maurice Farman se stavbou bombardovacího letounu FF.60, který byl však dokončen jako pohodlný dopravní velkoletoun. Celodřevěný dvouplošník s pevným záďovým podvozkem poháněly dva hvězdicové, vzduchem chlazené devítiválcové motory Salmson Z-9 o výkonu po 169 kW. Prototyp pojmenovaný Goliath byl dohotoven ještě před koncem roku 1918 a již 8. února 1919 s ním poručík Lucien Bossoutrot přeletěl s jedenácti důstojníky na palubě z Toussus-le-Noble u Paříže do Kenley u Londýna.
1. dubna 1919 Bossoutrot vzlétl se čtyřmi cestujícími do výšky 6 300 m, 3. dubna se 14 cestujícími do 6 200 m a 5. května dokonce s 25 osobami vystoupal do hladiny 5 100 m. Tyto na tehdejší dobu pozoruhodné výkony registrovala FAI ihned jako rekordy. V srpnu téhož roku s letounem provedl dálkový přelet bez mezipřistání z Paříže do Casablanky. Trať dlouhou 2 050 km urazil za 18 h 23 min.

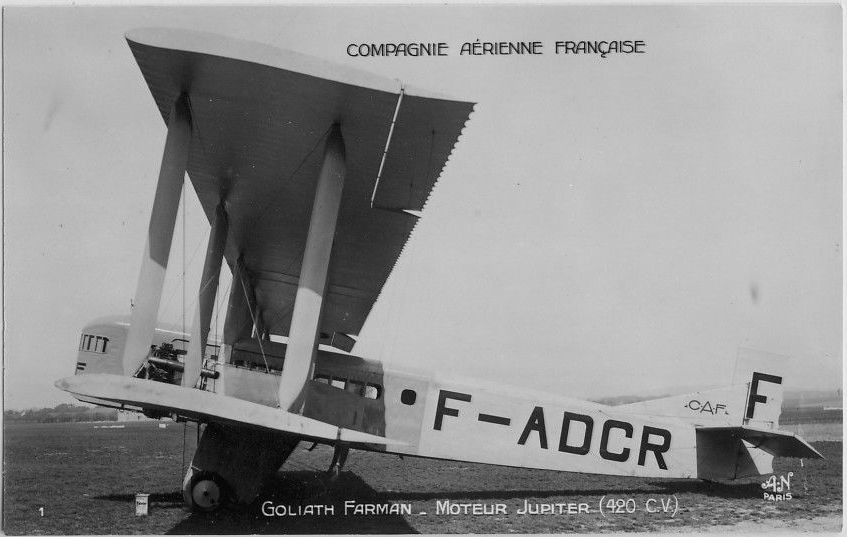
Farman F.60 Goliath (F-ADCR)

20. března 1920 nasadila letecká společnost Compagnie des Grands Express Aériens stroj (celkově vlastnila 12 Goliathů) Farman F.60 Goliath (imatrikulace F-GEAB) na linku Paříž-Londýn následovaná dopravcem Compagnie de Messageries Aériennes (16 letounů).
Farmanova firma Société Générale de Transports Aériens (18 letounů) s Goliathy od července 1920 létala mezi Paříží a Bruselem, o rok později tuto trať prodloužila do Amsterodamu a Berlína.
Belgická dopravní společnost SNETA zakoupila šest letounů s řadovými motory Maybach Mb-IV po 199 kW, stroje používal rovněž rumunský LARES.
Sériové dopravní stroje létaly především s pohonnými jednotkami Salmson CM-9 po 191 kW se čtyřmi sedadly první třídy v předním vyhlídkovém salonku a osmi v zadním.

## Goliath v Československu
Na III. mezinárodní letecké výstavě v Praze v roce 1924 zakoupilo Ministerstvo veřejných prací jeden letoun Farman F.62 Goliath (L-BALF, později OK-ALF), který byl předán do užívání ČSA. Tento původní francouzský stroj byl do rejstříku Československých státních aerolinií zapsán 26. srpna 1924, vymazán pak byl 24. dubna 1931.
Továrny Avia a Letov v roce 1925 obdržely zakázku na licenční stavbu čtyř kusů Farman F-62 "Goliáš" v každé z nich.
První vyrobený letoun z Avie (L-BAGA, po změně poznávacích značek v roce 1930 OK-AGA) zalétaný v červnu 1927 byl nejprve dodán ČLS (Československá letecká společnost), od 24. srpna 1927 do 29. prosince 1932 stroj provozovaly ČSA, pak předán MNO. Druhý (L-BAGB) a čtvrtý (L-BAGD) Avií vyrobený stroj převzalo Ministerstvo národní obrany pro výcvik navigátorů 6. června 1930 a zařadilo je k 81. letce Leteckého pluku 6. Letoun s výrobním číslem 3 (L-BAGC, OK-AGC) nejprve také převzalo MNO, od 22. června 1928 do 29. prosince 1932 sloužil u ČSA, poté byl opět předán MNO.
Všechny čtyři vyprodukované stroje z továrny Letov převzaly ČSA, první (L-BAGE, „Praha“, OK-AGE) 31. srpna 1927. Druhý letoun (L-BAGF, „Brno“, OK-AGF) byl předán v dubnu 1928, výrobní číslo 3 (L-BAGG, „Bratislava“) zalétané v květnu 1928 pak následovalo 22. června stejného roku. Všechny tři stroje byly 29. prosince 1932 předány vojenské správě. Všechny doposud uvedené stroje vyrobené v ČSR byly poháněny řadovými, dvanáctiválcovými motory Lorraine Dietrich 12Cc o výkonu po 330 kW, které stavěla v licenci firma Laurin & Klement v Mladé Boleslavi. Čtvrtý a poslední Goliáš z Letova (L-BAGH, „Užhorod“, OK-AGH) zalétaný v lednu 1929 měl nainstalované dvě hvězdicové devítiválcové pohonné jednotky Walter Jupiter IV chlazené vzduchem o výkonu 309 kW a změnil se tak na standard F.63 (Letov/Farman F-63 "Goliáš"). Od 6. června 1929 do 29. prosince 1932 sloužil u ČSA, pak byl rovněž předán MNO.
Stroje nalétaly u ČSA v plném provozu v období let 1928 až 1930 134 204 km.

## Varianty
- FF.60 - první tři prototypy.

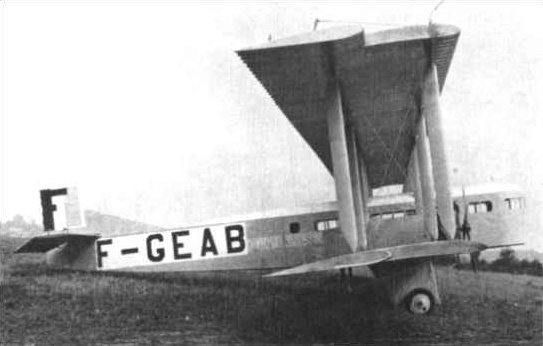
Farman F.60 Goliath (F-GEAB)

- F.60 - civilní letoun poháněný dvěma 260-hp motory Salmson CM.9
- F.60bis - dopravní letoun z roku 1927 s dvěma vzduchem chlazenými motory Salmson 9Az o výkonu po 220 kW s pilotním prostorem zcela v přídi
- F.60 Bn.2 - noční bombardér
- F.60 Torp - torpédový bombardér
- F.61 - byl vybaven dvěma řadovými motory Renault 12Fe o výkonu 220 kW
- F.62 BN.4 - exportní verze pro SSSR s dvěma 450-hp motory Lorraine-Dietrich V-12
- F.63 BN.4 - vývozní verze poháněná dvěma 450-hp motory Gnome-Rhône 9A Jupiter
- F.65 - verze pro francouzské námořnictvo
- F.66 BN.3 - vývozní verze do Rumunska.
- F.68 BN.4 - vývozní verze do Polska.
- F.4X - jeden zvláštní kus poháněn čtyřmi motory Salmson v tandemu
- F.140 Super Goliath - prototyp super-těžkého bombardéru poháněném čtyřmi 500-hp motory Farman v tandemu
- F.169 - verze z roku 1929 poháněná motory Jupiter 9Akx o výkonu 330 kW každý

## Specifikace (F.60)

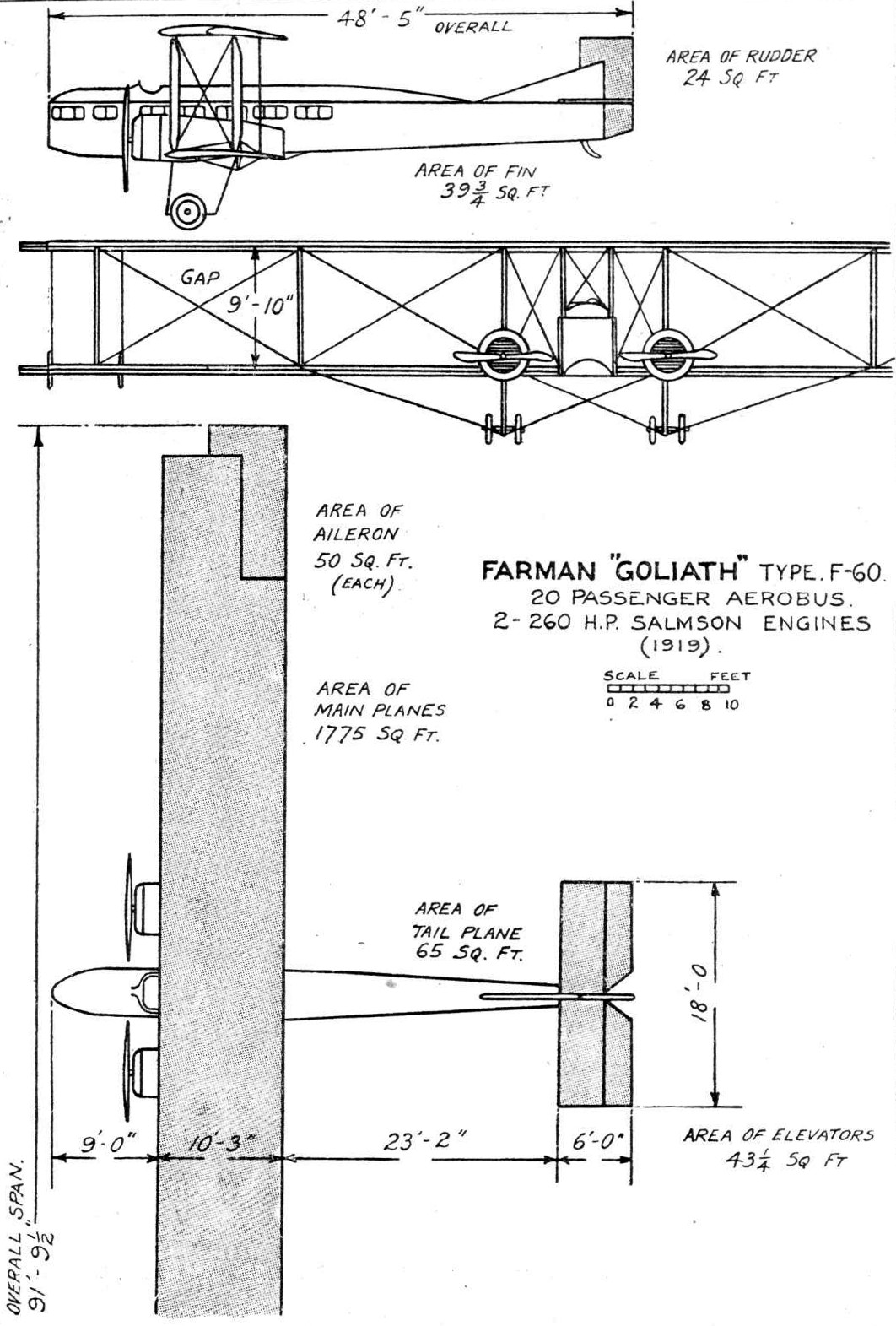
Třípohledový nákres

### Technické údaje
- Osádka: 2
- Kapacita: 12–14 osob
- Délka: 14,33 m
- Rozpětí: 26,50 m
- Výška: 5,00 m
- Plocha křídel: 161 m²
- Vlastní hmotnost: 2 500 kg
- Vzletová hmotnost: 4 770 kg
- Užitečné zatížení: 3 000 kg
- Pohonné jednotky: 2 × vodou chlazený motor Salmson

### Výkony
- Maximální rychlost: 140 km/h
- Cestovní rychlost: 120 km/h
- Dolet: 400 km
- Dostup: 4000 m

## Uživatelé
Francie, Kolumbie, Belgie, Československo, Itálie, Japonsko, Polsko, Sovětský svaz, Peru